# Martin Bäumle
Martin Bäumle, né le 3 juin 1964 à Thalwil (originaire de Hombrechtikon, Zurich et Dübendorf) est un homme politique suisse, membre des Verts jusqu'en 2004 puis des Vert'libéraux depuis 2007.
Il est député du canton de Zurich au Conseil national depuis fin 2003.

## Biographie
Martin Bäumle naît le 3 juin 1964 à Thalwil, dans le canton de Zurich. Il est originaire de trois autres communes du même canton : Hombrechtikon, Zurich et Dübendorf.
Après des études en chimie à l'École polytechnique fédérale de Zurich et un diplôme d'études approfondies (DEA) en sciences de l'atmosphère, il travaille dans le domaine de l'analyse de la pollution atmosphérique, notamment concernant les hydrocarbures et lance sa propre entreprise de conseils en 2003, mais cesse ses activités en 2007[réf. nécessaire].
Il est marié depuis le 11 novembre 2011 à une ressortissante ukrainienne.

## Parcours politique
Martin Bäumle fait ses débuts en politique au début des années 1980 dans un groupe antinucléaire de son village de Dübendorf.
Il est élu en 1987, à l'âge de 23 ans, au Grand Conseil zurichois sous l'étiquette des Verts. Il occupe ce poste jusqu'en 1995, puis y est réélu de 1999 à 2004. Il s'engage également au niveau communal en devenant conseiller communal de Dübendorf (législatif) de 1990 à 1998 ; il y occupe la fonction de président de 1996 à 1997. En 1998, il est élu au conseil administratif de Dübendorf (exécutif) et y occupe la fonction de directeur des finances,.
Il est aussi président des Verts zurichois de 1998 à 2004 (co-président à partir de 2002).
Il est élu au Conseil national en 2003, toujours sous les couleurs des Verts. En 2004, il est à nouveau candidat à la présidence des Verts zurichois, mais Balthasar Glättli lui est préféré lors de l'assemblée générale du parti le 12 juin. Martin Bäumle décide alors de créer un nouveau parti cantonal. Il rassemble, en l'espace d'un an, près de 300 membres pour le fonder le 2 juillet 2004. Le nouveau parti est présidé par un trio : Tiana Moser, Thomas Weibel et lui-même. Ce schisme au sein des Verts zurichois conduit les Verts à suspendre Martin Bäumle de leur groupe parlementaire le 18 août 2004, puis à l'exclure,.
Il est réélu lors des élections fédérales suisses de 2007 avec deux de ses colistiers, après avoir été élu à la présidence du nouveau parti créé au niveau national. Il est à nouveau réélu sous les couleurs des Vert'libéraux lors des élections fédérales suisses de 2011. Il est membre de la Commission de l'environnement, de l'aménagement du territoire et de l'énergie. Il a été membre de la Commission des constructions publiques, aujourd'hui dissoute, de 2003 à 2007, de Commission des finances de 2007 à 2011 et de la Commission des institutions politiques de 2011 à 2015.
En 2012, il est au cœur d'une polémique dans sa commune de Dübendorf pour une affaire de fuite de documents à la presse relatifs à un projet immobilier soumis au vote populaire. Poursuivi pour violation du secret de fonction et condamné en première instance, il est acquitté en appel en 2017 par la Cour suprême du canton de Zurich.
En mars 2013, il est victime d'un infarctus qui l'éloigne pendant un mois de la vie politique.
En février 2017, il est élu président par intérim de Green Cross International. En mai de la même année, il annonce qu'il remet son mandat de président du parti des Vert'libéraux.